# Banca Popolare di Catania
La Banca Popolare di Catania è stata un istituto di credito italiano di Catania.

## Storia
L'8 gennaio 1903, un gruppo di sacerdoti e di esponenti laici delle associazioni cattoliche attive a Catania all'inizio del XX secolo, fondarono una società anonima cooperativa a capitale illimitato con la denominazione Cassa Operaia Sant'Agata, con sede in via Porticello 10, nel rione Civita a ridosso del porto. Tra i principali esponenti laici dell'associazionismo cattolico catanese che contribuirono alla sua fondazione, vi furono l'avvocato e giornalista Francesco Fernandez Crispo, Gaetano Aiello Calì che fu il primo presidente, Salvatore Pistone presidente dell'Unione professionale cittadina, Francesco Costarelli presidente del Circolo di cultura, e dall'avvocato Pasquale Bianca Papa e Orazio Pulvirenti, dirigenti provinciali della Democrazia Cristiana, movimento politico di ispirazione cattolica guidato da Romolo Murri. Membri del consiglio di amministrazione furono Principe Antonino Grimaldi, Avvocato Enrico Grimaldi di Serravalle, Barone Giuseppe Maiorana, Avvocato Alessandro Previtera, Cavaliere Avvocato Giuseppe Alessi.
La Cassa Operaia Sant'Agata venne creata per erogare prestiti a tassi agevolati a operai e artigiani, e allo scopo di combattere il problema dell'usura in città. Il capitale sociale che inizialmente fu di lire 375.000, venne portato a lire 5.102.000 nel 1912. Divenne il maggior istituto di credito del capoluogo, ed il secondo per disponibilità finanziaria in provincia di Catania dopo la Cassa operaia di Santa Venera di Acireale.
Nel dopoguerra, l'Istituto mutò ragione sociale in Banca Popolare Sant'Agata Società cooperativa a responsabilità limitata, e mantenne il suo carattere locale con la presenza di numerosi sportelli in tutta la provincia etnea. Nel 1976, l'assemblea straordinaria dei soci deliberò il nuovo cambio di ragione sociale in Banca Popolare di Catania Scarl.
Nel 1988 la Banca Popolare di Catania viene rilevata e assorbita dalla Banca Popolare di Novara, che acquisisce il 100% dell'istituto di credito etneo.